# Grammia otiosa
Grammia otiosa là một loài bướm đêm thuộc phân họ Arctiinae, họ Erebidae.